# Štef Bartolić
Stjepan Štef Bartolić (Zagreb, 6. prosinca 1967.), hrvatski strip crtač i ilustrator.

## Životopis
Rođen je 1967. u Zagrebu, gdje 1986. završava Školu za primijenjenu umjetnost, odjel grafike. Član je Hrvatskog društva filmskih djelatnika i Hrvatske zajednice samostalnih umjetnika.
Animacijom se profesionalno bavi od 1988. godine. Kao animator radio je na dugometražnim filmovima “Čarobnjakov šešir” i “Šegrt Hlapić” (Croatia film), te “Malim letećim medvjedićima” (Zagreb film). U sklopu projekta “1991” režirao je i animirao 4 jednominutna filma, “Žohari”, “Slobodna Hrvatska”, “Pero” i “Ne ljuti se čovječe” (Zagreb film).
Režirao je i animirao niz kratkometražnih animiranih filmova, špice za dječji program HTV-a, a 1994. autor je špice za Svjetski festival animiranog filma u Zagrebu.
Ilustrirao je dvadesetak romana za djecu i mlade (Petar Pan J. M. Barriea, Vlak u snijegu Mate Lovraka, Šegrt Hlapić Ivane Brlić-Mažuranić, Knjige lažu! i Žuta minuta Darka Macana, Zaljubljen do ušiju Mire Gavrana, te nekoliko knjiga Hrvoja Kovačevića, Silvije Šesto, Sanje Polak…), Nagrade za ilustraciju dobio je 1996. godine na vinkovačkom Salonu stripa, te 2003. nagradu SFERE.
Stripom se bavi od 1986. godine. Objavljivao je u Poletu, “Studentskom listu”, “Maxi strip magazinu”, “Patku”, “Plavom zabavniku”, “Večernjem listu”, “Playboyu”, te u dječjim časopisima u kojima niz godina objavljuje serijale stripa za djecu. U časopisu “Zvrk” serijal “Komarac” (scenarist Darko Macan) izlazio je devet godina, a u “Modroj lasti” strip “Gluhe laste” kontinuirano izlazi četrnaest godina.
S Darkom Macanom suautor je dva strip albuma, “Komarac: Prop’o plan” i “Dick Long: Slučajevi”.